# Tibetiomachus himalayensis
Genre
Espèce
Tibetiomachus himalayensis, unique représentant du genre Tibetiomachus, est une espèce de scorpions de la famille des Hormuridae.

## Distribution
Cette espèce est endémique du Tibet en Chine. Elle se rencontre vers Gurla Mandhata à 4 600 m d'altitude.

## Description
La femelle holotype mesure 26,2 mm.

## Étymologie
Son nom d'espèce, composé de himalay[a] et du suffixe latin -ensis, « qui vit dans, qui habite », lui a été donné en référence au lieu de sa découverte, l'Himalaya.

## Publication originale
- Lourenço & Qi, 2006 : Mountain scorpions: a new genus and species from Tibet (China). Comptes Rendus Biologies, vol. 329, no 4, p. 289–295.